# Werner Reichardt

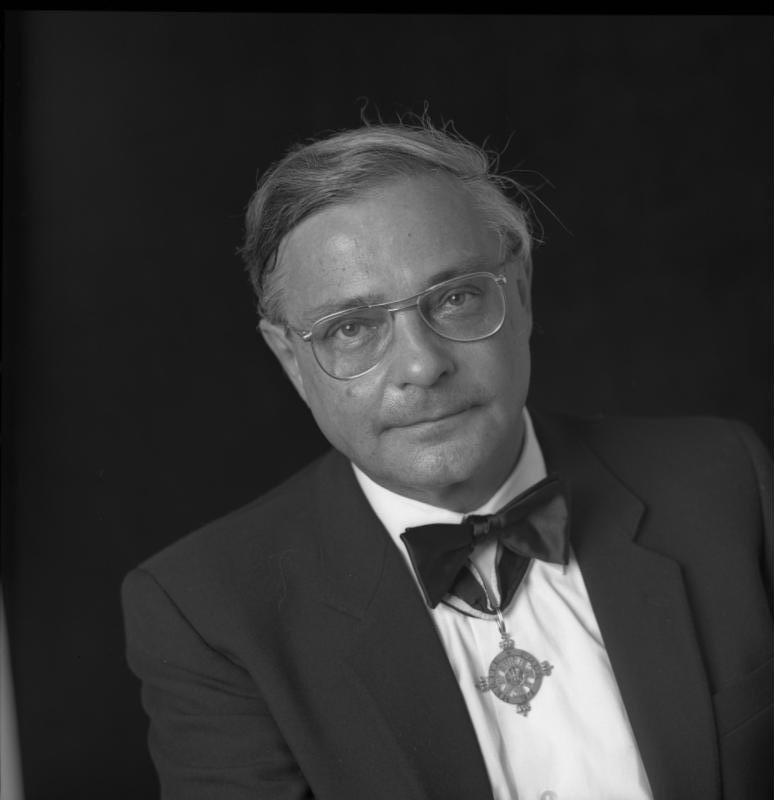
Werner Reichardt, 1982

Werner Ernst Reichardt (* 30. Januar 1924 in Berlin; † 11. September 1992 in Tübingen) war ein deutscher Physiker, Biologe und Mitbegründer der Biokybernetik.

## Leben
Werner Reichardt arbeitete schon als Schüler im Privatlabor von Hans Erich Hollmann und wurde dort mit der von diesem entwickelten Ultrakurzwellentechnik vertraut. Aufgrund seiner Kenntnisse wurde er 1939 als Funkmesstechniker zur Luftwaffe eingezogen. Dort kam er in Kontakt mit Regimegegnern und baute in der Folge eine geheime Funkverbindung zu den Westalliierten auf. Kurz vor Kriegsende flog die Gruppe auf, und Reichardt wurde von der Gestapo verhaftet und zum Tode verurteilt, konnte jedoch vor der Strafvollstreckung fliehen.
Von 1946 bis 1950 studierte er Physik an der Technischen Universität Berlin. Ab 1950 war er Doktorand von Ernst Ruska am Fritz-Haber-Institut der Max-Planck-Gesellschaft Berlin-Dahlem und wurde 1952 zum Dr.-Ing. promoviert. Von 1952 bis 1954 war er Assistent an diesem Institut, wo unter anderem Max von Laue sein Lehrer war und großen Einfluss auf seine weitere Forschungstätigkeit hatte.
Bereits während des Krieges hatte Reichardt den Zoologen Bernhard Hassenstein kennengelernt, der ihm biologische Gedankengänge nahebrachte und mit dem er fachübergreifende Theorien über das Bewegungssehen entwickelte. 1954 war Reichardt als Postdoctoral Fellow am California Institute of Technology bei Max Delbrück, ab 1955 war er Assistent am Max-Planck-Institut für biophysikalische Chemie in Göttingen bei Karl Friedrich Bonhoeffer.
1958 gründete er zusammen mit Bernhard Hassenstein und dem Elektroniker Hans Wenking die Forschungsgruppe Kybernetik am Max-Planck-Institut für Biologie in Tübingen. Als Bernhard Hassenstein 1960 an die Albert-Ludwigs-Universität Freiburg wechselte, wurde Reichardt Leiter einer selbständigen Abteilung am Max-Planck-Institut für Biologie in Tübingen, die zur Keimzelle des 1968 gegründeten Max-Planck-Instituts für biologische Kybernetik wurde.
Im Alter von 68 Jahren brach Reichardt am Ende eines Symposiums, das Mitarbeiter und Freunde zu seiner Verabschiedung aus der aktiven Wissenschaft organisiert hatten, zusammen und verstarb.
Nach Werner Reichardt benannt ist das Werner Reichardt Centrum für Integrative Neurowissenschaften (CIN) in Tübingen. Das CIN ist ein Exzellenzcluster im Rahmen der Exzellenzinitiative, es stellt weltweit eine der größten Arbeitsgruppen im Bereich fächerübergreifende Neurowissenschaften dar.

## Wirken
Reichardts Entdeckungen haben entscheidend zum Verständnis der Informationsverarbeitung in Nervensystemen beigetragen. Aus gemeinsamen Arbeiten (mit Bernhard Hassenstein und Hans Wenking) über das Sehsystem von Insekten und dessen Einfluss auf die Flugorientierung wurde das Korrelationsmodell entwickelt, das auch im Sehsystem des Menschen nachweisbar ist und zu einer allgemeinen Theorie der Bewegungswahrnehmung führte.

## Ehrungen und Auszeichnungen
- 1965: Honorarprofessor der Universität Tübingen
- 1970: ordentliches Mitglied der Akademie der Wissenschaften und der Literatur Mainz
- 1970: auswärtiges Mitglied der American Academy of Arts and Sciences Cambridge (Massachusetts)
- 1971: Mitglied der Deutschen Akademie der Naturforscher Leopoldina Halle[1]
- 1978: auswärtiges Mitglied der Koninklijke Nederlandse Akademie van Wetenschappen (KNAW), Amsterdam
- 1980: Pour le mérite für Wissenschaften und Künste
- 1981: Großes Bundesverdienstkreuz mit Stern
- 1984: Senator der Max-Planck-Gesellschaft
- 1985: H. P. Heineken-Preis für Biochemie und Biophysik (zusammen mit Béla Julesz)
- 1988: auswärtiges Mitglied der National Academy of Sciences Washington, D.C.
- 1989: auswärtiges Mitglied der American Philosophical Society Philadelphia
- 1989: Mitglied der Academia Europaea
- 1989: Ehrendoktorwürde der RWTH Aachen